# 블라디미르 치플라코프
블라디미르 빅토로비치 치플라코프(벨라루스어: Уладзі́мір Ві́ктаравіч Цыплако́ў 울라지미르 빅타라비치 치플라코우, 러시아어: Влади́мир Ви́кторович Цыплако́в, 1974년 11월 2일 ~ 2019년 12월 14일)는 벨라루스의 아이스하키 선수, 지도자이며, 포지션은 레프트윙이다. 내셔널 하키 리그(NHL)의 로스앤젤레스 킹스와 버펄로 세이버스에서 활약했으며, 벨라루스 아이스하키 국가대표팀의 일원으로서 올림픽에 2회 출전했다.